# Teatre de la Penya Cultural Barcelonesa
El Teatre de la Penya Cultural Barcelonesa va ser una sala teatral situada al Palau Alòs (carrer Sant Pere Més Baix, 55, primer pis) de Barcelona, a la mateixa seu social de la institució. El teatre, amb capacitat per a 315 espectadors, feia 22 metres de llargada per 9 metres d'amplada. Tenia un quadre escènic de teatre amateur que feia funcions de teatre dramàtic i de sarsuela el diumenge a la tarda.

## Programació
- 1966, 27 març. Rosa de otoño de Jacinto Benavente.
- 1969, 5 octubre. Don Manolito de Pablo Sorozábal
- 1969, 28 desembre. Molinos de viento de Pablo Luna i Bohemios d'Amadeu Vives.
- 1970, 25 gener. La verbena de la Paloma de Tomás Bretón i La Revoltosa de Ruperto Chapí